# 郑馥如
郑馥如，字寿芝。籍贯广东潮阳县（现广东省汕头市潮南区盐汀村）。出生于清朝末年，为上海潮州巨商之孙。 上海江南造纸厂大股东之一，总经理。旧广州岭南大学校董。

## 生平
于1925年参与筹建上海江南造纸厂（旧中国规模最大，设备最先进的造纸厂。1934年，光临上海的西藏班禅大师曾到位于曹家渡的江南制纸公司工厂参观。班禅认为该厂设备完善，出品精良，国人自办企业能有如此成绩，令其赞赏不已。）
其人于1939年赞助岭南大学建立柑橘研究所，对当时的柑橘疾病进行防治，并建立奖学金，代缴一部分农学院学生学费，并支付数名留学生前往美国攻读博士的费用。